# لزاقيات
اللزاقيات أو السَيَّالة (السيالات) فطير من خبز أثخن من خبز الصاج قليلاً يُرَّوى مباشرةً بُعَيْدَ خبزه بالسمن العربي والعسل أوالسكر، وهي حلوى شعبية من بلاد الشام، تسمى اللزاقيات في الأردن و في محافظات الجولان والسويداء ودرعا السورية وفلسطين، وتسمى بالسيالة أو السيالات في محافظات الحسكة وحمص وحماة وحلب واللاذقية. يَردُ في التراث العربي اسم حلوى الفُرْنِيَّةُ وهي خبزة مضمومة الجوانب إلى الوسط يسلك بعضها في بعض ثم تروى لبناً وسمناً وسكراً. وسميت السيالات بهذا الاسم لكون عجينها يسال به على الصاج، وسميت باللزاقيات لالتصاق طبقات خبزها ببعض بالسمن والسكر.

## الوصف

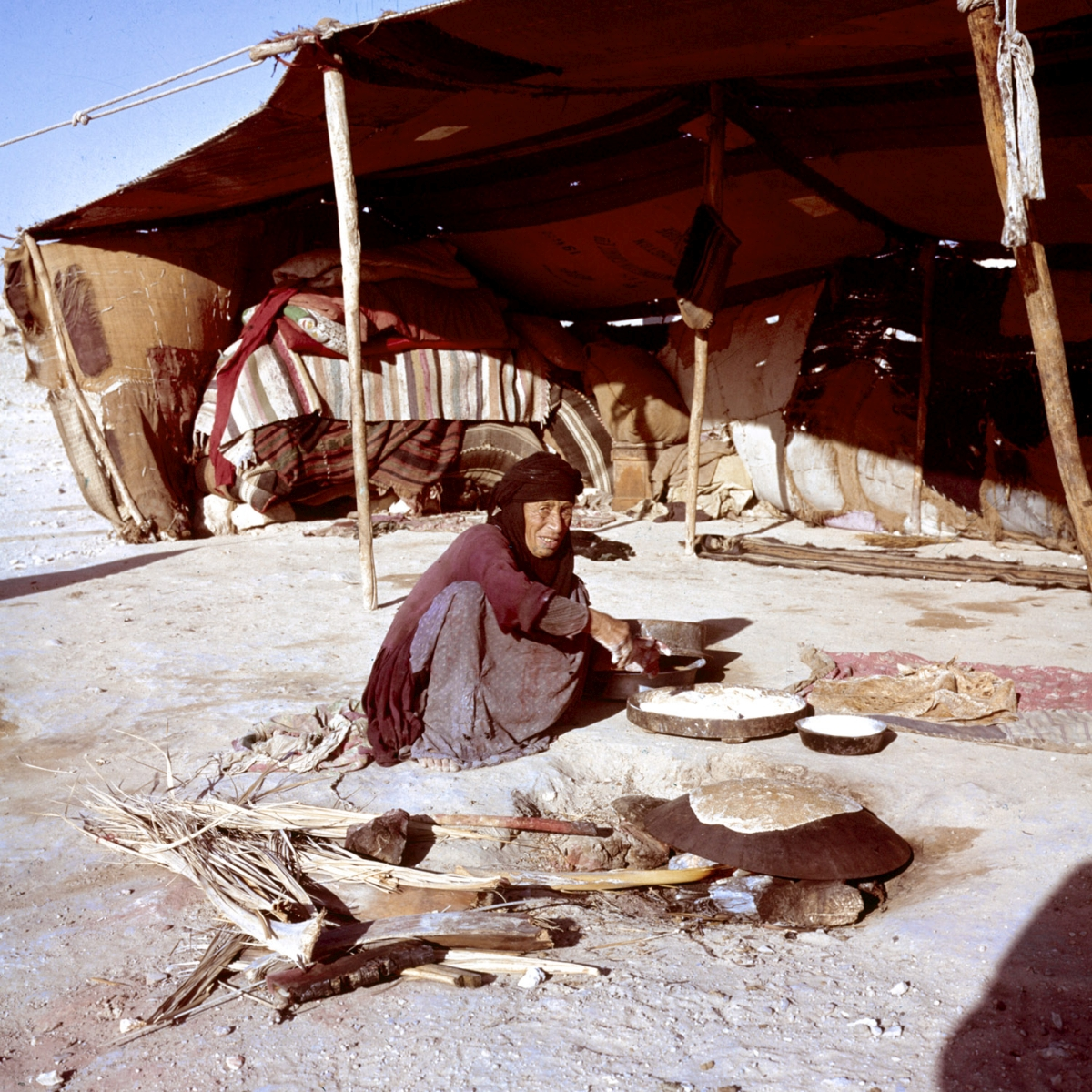
امرأة بدوية في سوريا (ريف الرقة) تخبز اللزاقيات على الصاج. الصورة بين عامي 1965 و1983

تكون عجينة اللزاقيات أو السيالات لينة كعجينة القطائف التي تُصب على الصاج الساخن، وتنقل عن النار وتُطبق فوق بعضها طبقات تسقى بالسمن العربي (سمن الغنم ) والعسل أو السكر. تتكون عجينتها من الحليب والطحينيه. وتصنف من الحلويات.
في فلسطين تصنع بطريقتين: الأولى بصنع رقاقات من العجين الرقيقة جدا ثم حشوها بالسكر الناعم، القرفة، والجوز المدقوق. ثم تلف العجينة على شكل مربع وتخبز على الصاج وترش بالسكر الناعم عند التقديم. والطريقة الثانية هي خاصة بأهل الريف بفلسطين حيث كانوا يكتفون برق رقاقات خبز الصاج فوق بعض ودهن كل رقاقة بسخاء بالسمن أو الزيت ورشها بالسكر.